# Limite d'Oppenheimer-Volkoff
Pour les articles homonymes, voir Oppenheimer et Volkov.

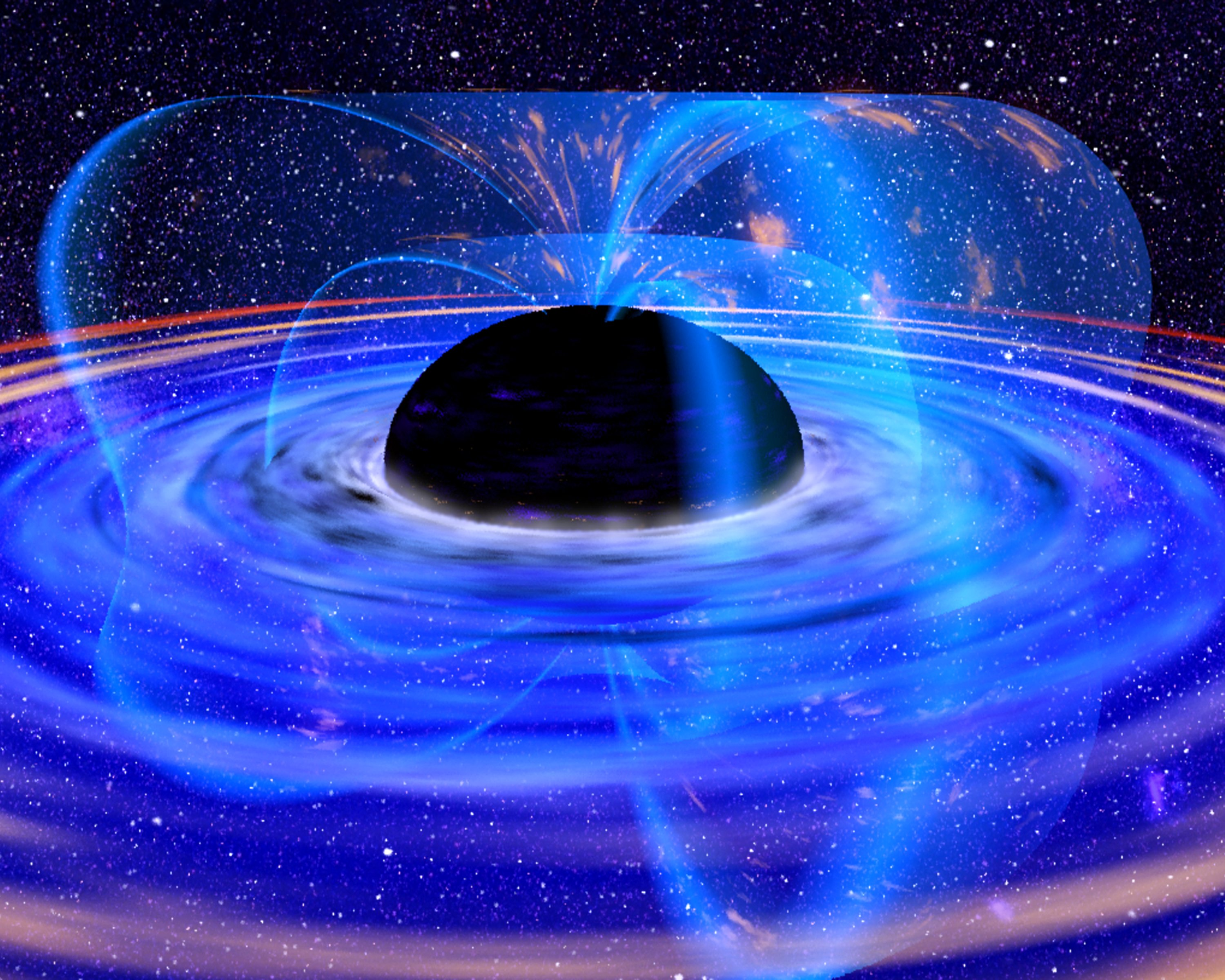
Trou noir (vue d'artiste, NASA)

En astrophysique, la limite d'Oppenheimer-Volkoff, ou limite de Tolmann-Oppenheimer-Volkoff, correspond à la masse maximale théorique que peut avoir une étoile à neutrons. Au-delà de cette valeur, l'objet s'effondre alors en trou noir. La valeur de cette masse limite est d'environ 1,5 à 3 masses solaires et est à comparer avec la limite de Chandrasekhar pour les naines blanches. Cette limite est la valeur de la masse maximale du cœur de l'étoile. Les observations placent actuellement cette limite entre 2,2 et 2,7 masses solaires.
La limite d'Oppenheimer-Volkoff doit son nom aux deux physiciens qui ont complété les travaux précédemment entrepris par le physicien Richard C. Tolman à ce sujet, J. Robert Oppenheimer et George M. Volkoff.
À l'instar des naines blanches, la masse d'une étoile à neutrons se calcule à l'aide de deux équations différentielles, l'une décrivant la pression, l'autre la densité en fonction du rayon de l'étoile. Cependant, le rayon d'une étoile à neutrons est très proche de la limite d'occlusion gravitationnelle. Une étoile à neutrons est donc un astre dégénéré relativiste. Ces équations doivent tenir compte de la courbure de l'espace et s'obtiennent par la relativité générale.
La limite d'Oppenheimer-Volkoff n'est qu'une estimation car l'équation d'état, celle reliant la pression à la densité, n'est pas clairement connue. Il existe plusieurs modèles décrivant la structure interne d'une étoile à neutrons (étoile à hypérons, condensat de pions, de kaons, étoile à quark...). La valeur de 3 masses solaires correspond au cas le plus extrême, avec l'équation d'état la plus "rigide" possible, celle où la vitesse du son serait celle de la lumière. Néanmoins, l'observation a montré que la masse des étoiles à neutrons est très groupée à 1,35 +/- 0,04 masse solaire.[Information douteuse]